# Сахзаводской
Сахзаводской — посёлок в Ливенском районе Орловской области России. 
Входит в Крутовское сельское поселение в рамках организации местного самоуправления и в Крутовский сельсовет в рамках административно-территориального устройства.

## География
Расположен на реке Сосна (при впадении в неё Труды), к 3 км к западу от райцентра, города Ливны, и в 115 км к юго-востоку от центра города Орёл.

## Население
| 2002 | 2010  |
| ---- | ----- |
| 2499 | ↗2627 |

Согласно результатам переписи 2002 года, в национальной структуре населения русские составляли 98 % от жителей.

## История
Возник одновременно со строительством Сахарного завода в конце 50-х годов XX века:75.